# Mount Coates (Mac-Robertson-Land)
Mount Coates ist ein 1280 m (nach australischen Angaben 1233,8 m) hoher Berg im ostantarktischen Mac-Robertson-Land. In der David Range der Framnes Mountains ragt er unmittelbar südlich des Mount Lawrence auf.
Teilnehmer der British Australian and New Zealand Antarctic Research Expedition (BANZARE, 1929–1931) unter der Leitung des australischen Polarforschers Douglas Mawson entdeckten den Berg im Februar 1931. Mawson benannte ihn nach dem neuseeländischen Politiker Joseph Gordon Coates (1878–1943), Premierminister Neuseelands von 1925 bis 1928.